# سیلیه نرگارد
سیلیه نرگارد (انگلیسی: Silje Nergaard؛ زادهٔ ۱۹ ژوئن ۱۹۶۶) خواننده و ترانه‌نویس اهل نروژ است.